# Tillandsia seleriana
Tillandsia seleriana es una especie de planta epífita dentro del género  Tillandsia, perteneciente a la  familia de las bromeliáceas. Es originaria de América.

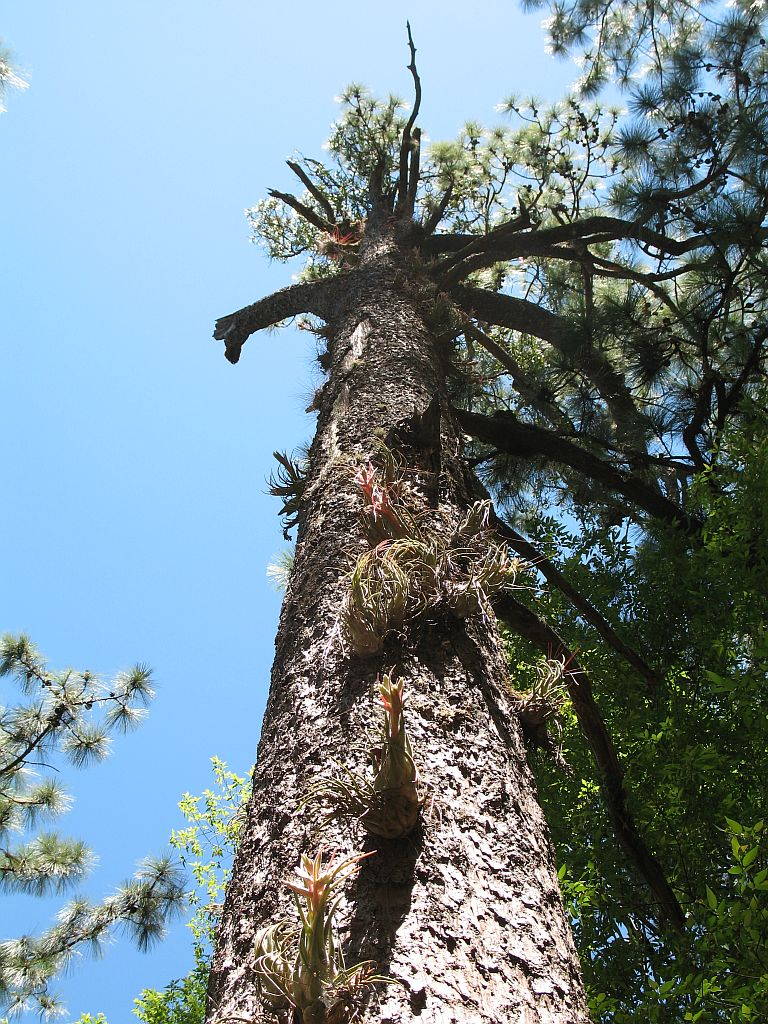
En su hábitat

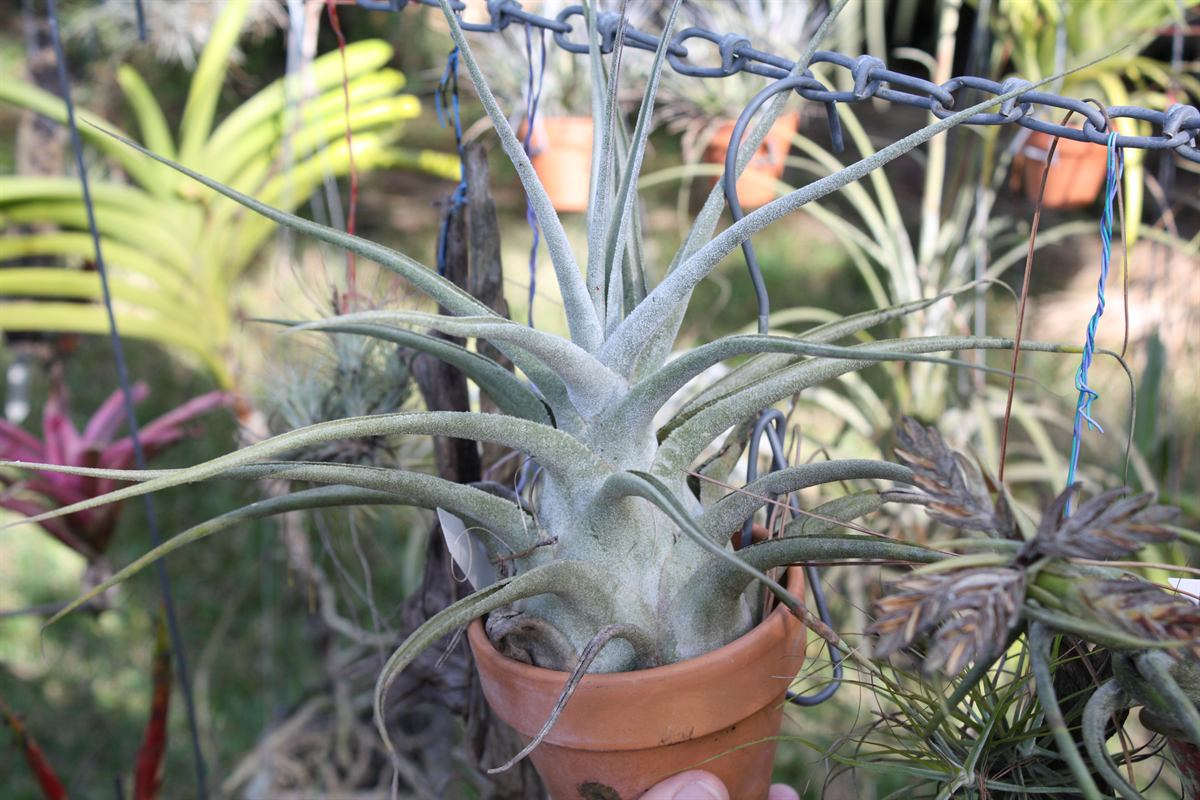
Vista de la planta

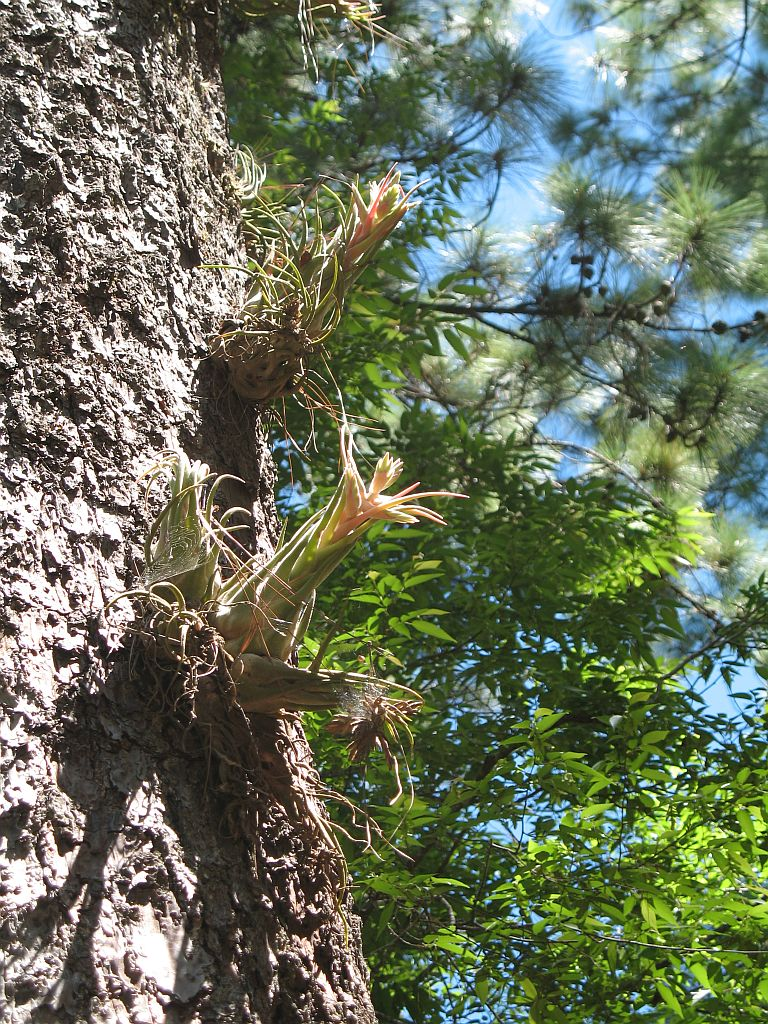
Detalle

## Descripción
Son plantas epífitas o saxícolas,  acaulescentes, que alcanzan un tamaño de 18–27 cm de alto en flor. Hojas de 9–18 cm de largo; vainas 2.6–5.5 cm de ancho, la haz con indumento café-lepidoto subadpreso, el envés con indumento pálido-lepidoto grueso y patente; láminas angostamente triangulares, involuto-subuladas, 0.5–1.2 cm de ancho, con indumento café claro- a cinéreo-patente denso. Escapo 11–15 cm de largo, con brácteas foliáceas; inflorescencia compuesta, subdigitada a cortamente pinnada, brácteas primarias vaginiformes con láminas reducidas, más cortas que las espigas; espigas 4.3–5.5 cm de largo, con 5–6 flores, suberectas a erectas, brácteas florales 2–2.6 cm de largo, más largas que los sépalos, imbricadas, erectas a divergentes, lisas a finamente nervadas, indumento cinéreo-lepidoto, denso a subdenso, patente, cartáceas a subcoriáceas, flores sésiles o con pedicelos hasta 1 mm de largo; sépalos ca 1.8 cm de largo, los 2 posteriores carinados y connados por menos de la 1/2 de su longitud, libres del sépalo anterior; pétalos azul lavandas. Cápsulas ca 3.5 cm de largo.

## Distribución y hábitat
Es una especie rara que se encuentra en los bosques de pino-encinos, zona norcentral; a una altitud de 1000–2200 m; fl may, fr ago; desde México a Nicaragua.

## Cultivares
- Tillandsia 'Anwyl Ecstasy'
- Tillandsia 'Anwyl Ecstasy #25'
- Tillandsia 'Glenorchy'
- Tillandsia 'Kia Ora'
- Tillandsia 'Peewee'
- Tillandsia 'Purple Passion'
- Tillandsia 'Selerepton'
- Tillandsia 'Squatty Body'
- Tillandsia 'Tiaro'
- Tillandsia 'Tina Parr'

## Taxonomía
Tillandsia seleriana fue descrita por Carl Christian Mez y publicado en Botanische Jahrbücher für Systematik, Pflanzengeschichte und Pflanzengeographie 30(Beibl. 67): 8. 1901.
Etimología
Tillandsia: nombre genérico que fue nombrado por Carlos Linneo en 1738 en honor al médico y botánico finlandés Dr. Elias Tillandz (originalmente Tillander) (1640-1693).
seleriana: epíteto otorgado en honor de Eduard Georg Seler. 
Sinonimia
- Tillandsia ehlersiana Rauh	[2][3]